# 卡柳日內 (蘇梅區)
50°29′59″N 34°33′18″E / 50.49972°N 34.55500°E
卡柳日內（烏克蘭語：Калюжне）是位於烏克蘭東北部的村莊，由蘇梅州蘇梅區的列别金市镇負責管轄。該村處於布德爾卡河畔，分別距離胡德米夫卡0.5公里和扎布希1公里，海拔高度158米，2001年人口340。